# Máté Bence
Máté Bence (Szeged, 1985. február 26. –) magyar természetfotós.
2010-ben Londonban, a Marvel of Ants (Árnyjáték) című képével elnyerte a természetfotózás Oscar-díjának tartott, „Az év természetfotósa 2010” (Wildlife Photographer of the Year) címet. A világverseny történetének egyik legeredményesebb fotósa. A Bridge Budapest nonprofit egyesület felmérése szerint a 9. legismertebb – Magyarországon élő – magyar külföldön. Nemzetközi hírnevet a különleges kivitelezésű féligáteresztő tükrös lesek tervezésével is szerzett.

## Életpálya

### Gyermekkora
Apja Máté Gábor, matematika-technika szakos tanár, anyja Máté Ildikó, tanítónő. Egy öccse van, Máté Soma. Élete első két évét Mórágyon töltötte, majd 1987. július 26-án a család Pusztaszerre költözött, mert szülei itt kaptak állást, a pusztaszeri általános iskolában. 1993-ig szolgálati lakásokban laktak, közben a szülők házat építettek a falu szélén található vizes élőhely mellé. Bence ablaka a nádasra nézett, itt készítette első madárfotóit.

### Tanulmányai

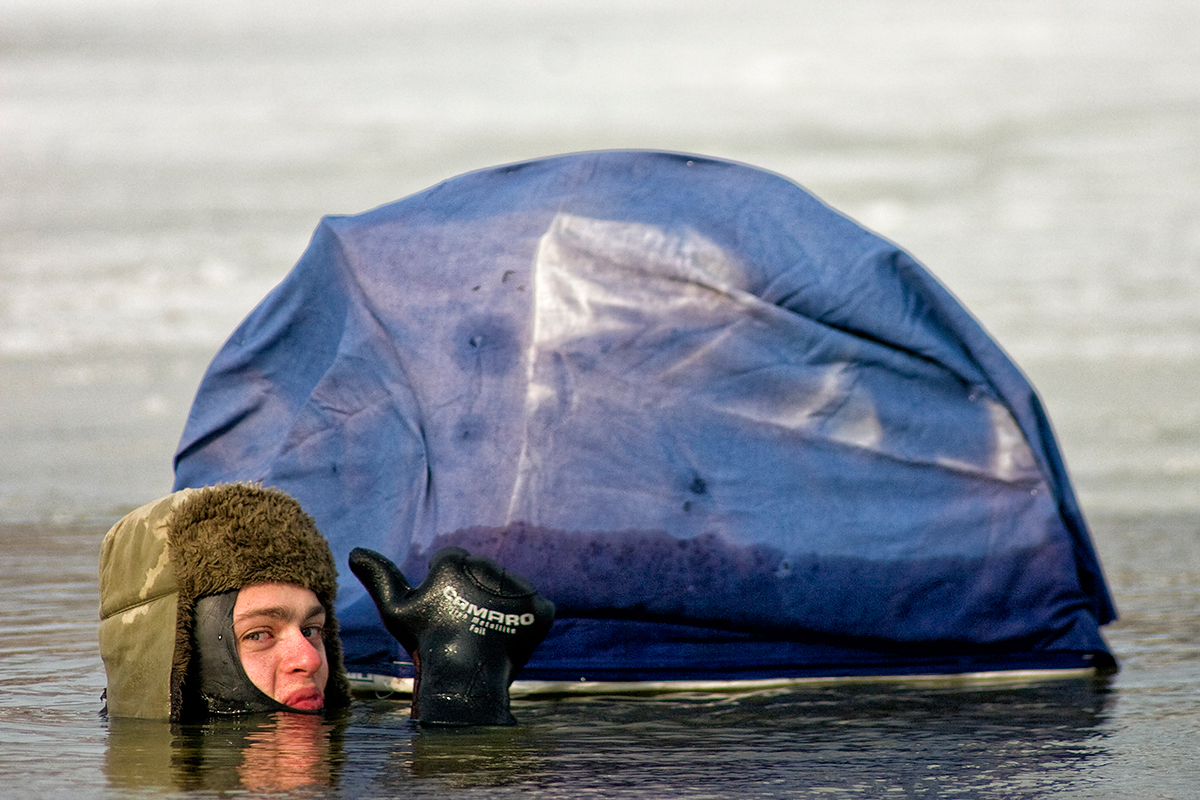
Nyakig a jeges vízben, 2005

Tanulmányait a pusztaszeri általános iskolában kezdte. A humán tantárgyakkal küzdött, de tízévesen, egyéniben harmadik helyezést ért el a megyei matematika versenyen. Tizenhárom évesen a megyei környezetvédelmi versenyen, csapatával első, majd az országos versenyen a harmadik helyen végzett.
Ekkor már természetfotózással töltötte ideje jelentős részét. 1999-ben felvételt nyert a szegedi Kiss Ferenc Erdészeti Szakközépiskolába. Az iskola felfigyelt az intézményen kívül szerzett eredményeire, és ennek köszönhetően támogatta. 2000-ben harmadik, 2001-ben második lett a Kitaibel Pál országos természetvédelmi versenyen, ahol mindkét évben a legjobb előadásnak választották saját fotóival illusztrált előadásait. Kijuthatott Angliába, élete első BBC Wildlife Photographer of the Year díjátadójára, ahol első magyarként díjat nyert az ifjúsági kategóriában. 2003-ban megszakította tanulmányait, hogy fél évre Londonba utazhasson nyelvet tanulni.
2004-ben leérettségizett. A legalacsonyabb pontszámmal vették fel a Nyugat-magyarországi Egyetem Erdőmérnöki Karának vadgazda mérnöki szakára, de két év halasztás után sem kezdte el az egyetemet, mert minden idejét a fotózásnak szentelte.

### Amatőr fotós korszaka

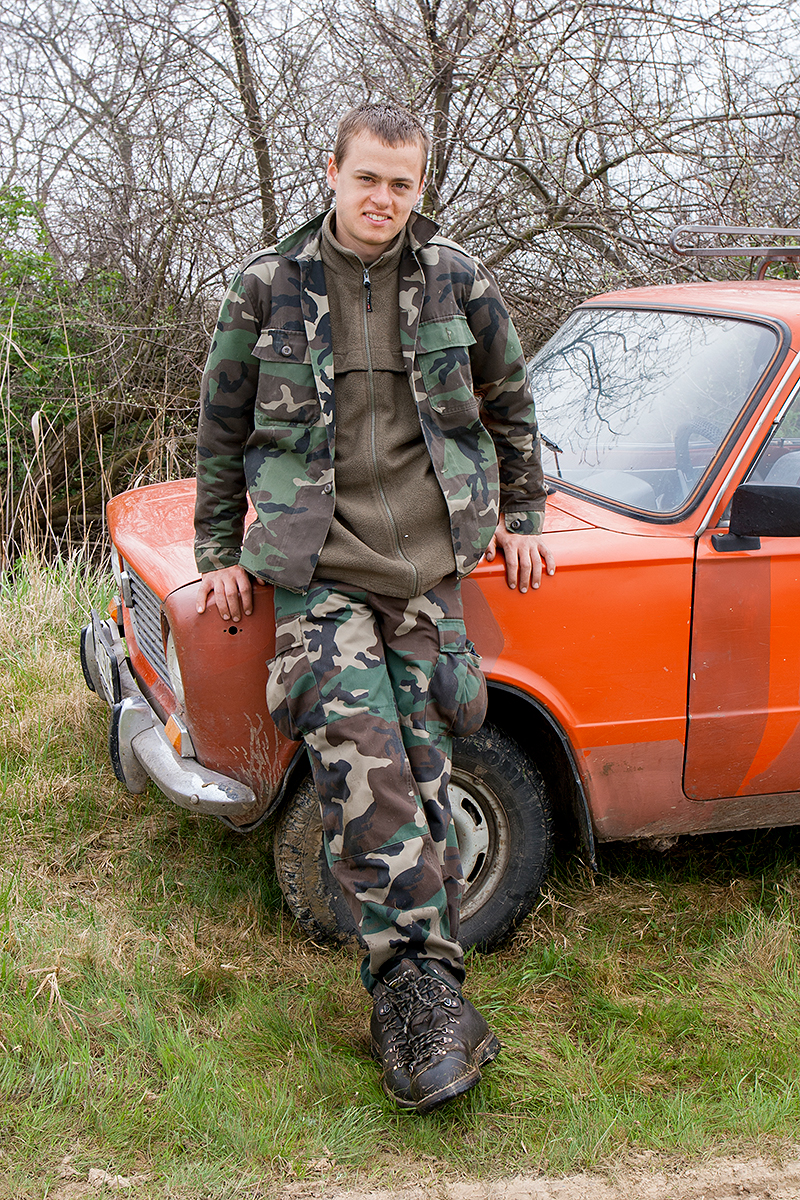
Piros Zsigulijával, 2006

1993–1996 között minden évben részt vett iskolájának biológiatanára, Mészáros Zsolt által vezetett természetvédelmi és kézműves nomád sátortáborban. Nyúltenyésztésből és kézműves termékek készítéséből spórolt pénzén egy Zenit 4,5/300-as fotópuskát vásárolt Tajti László természetvédelmi őrtől, amit terepszínűre festett, és azzal cserkelte be a madarakat. Ihász Zoltán volt az első természetfotós, akinek megmutatta képeit, és az ő javaslatára kezdett diafilmre fotózni.
1998 novemberében építette az első leshelyét nádból, ami elé napraforgómaggal csalogatta a madarakat. Az itt készült képekkel I. díjas lett a Csongrád Megyei Természetvédelmi Egyesület fotópályázatán. A díjátadón találkozott Vadász Sándorral (Az év természetfotósa 1998-ban), aki egy évvel később kollégiumi nevelőtanára lett. Az ő indíttatására küldte el képeit Az év természetfotósa 1999-es pályázatra, ahol nem ért el eredményt, azonban 2000-ben ugyanezen a versenyen már Az év ifjú természetfotósának választották.
2002-ben, legfiatalabb tagként felvételt nyert a naturArt Magyar Természetfotósok Szövetségébe és 2004-ben a Magyar Fotóművészek Szövetségébe (MFSZ) is.
Fotózásait megtervezte, föld alá ásott leseket épített, kísérletezett. 2001-ben indult először a BBC Wildlife magazin természetfotós pályázatán, ahol ürgéket ábrázoló, Rivaldafényben c. fotójával a díjazottak közé került. 2001 tavaszán egy madáritatón elkészítette az Újrahasznosítás című képét, amivel a BBC pályázatán elnyerte Az év ifjú természetfotósa világcímet. 2000 és 2004 között összesen öt alkalommal kapta meg ezt a címet Magyarországon.

## Profi fotós karrier
Az első Év természetfotósa cím Magyarországon, Wild Wonders of Europe

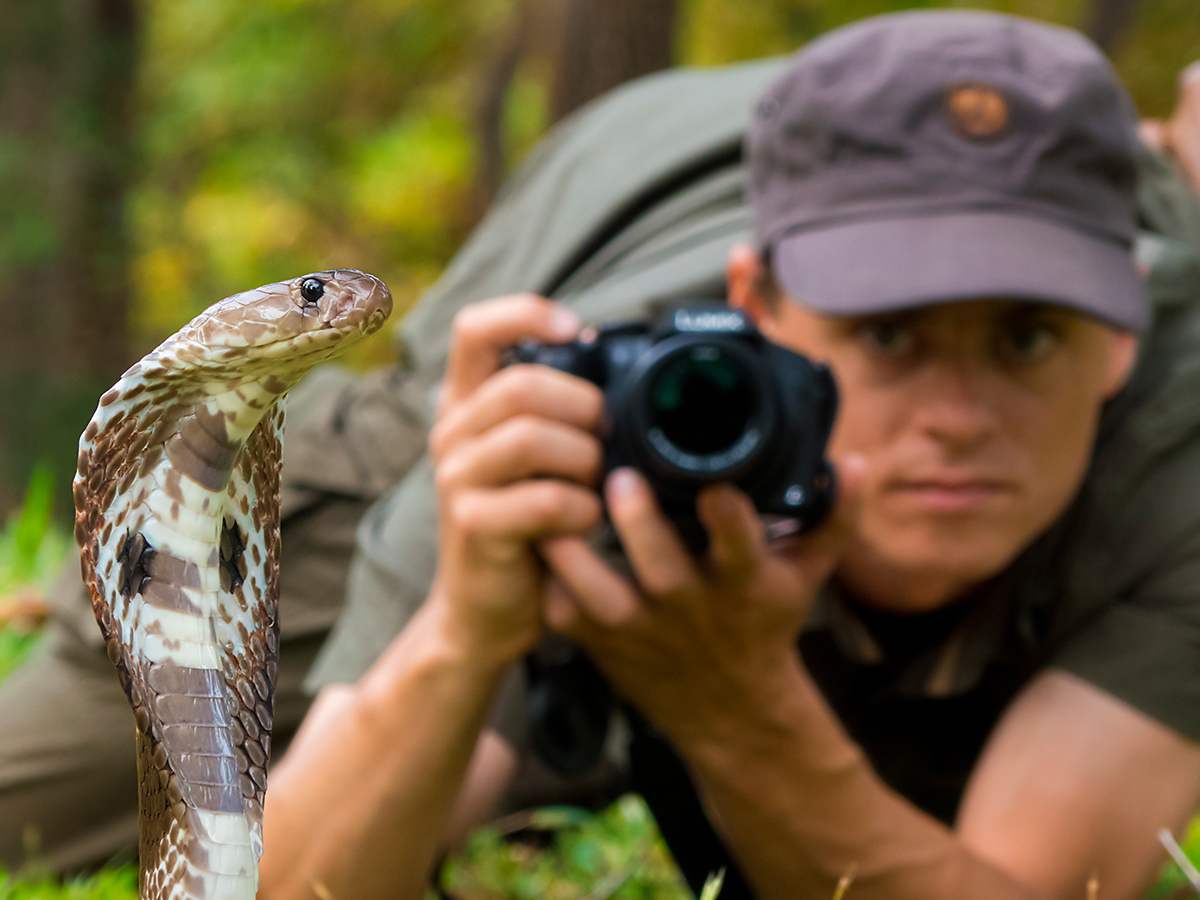
Kobrafotózás Srí Lankán, 2015

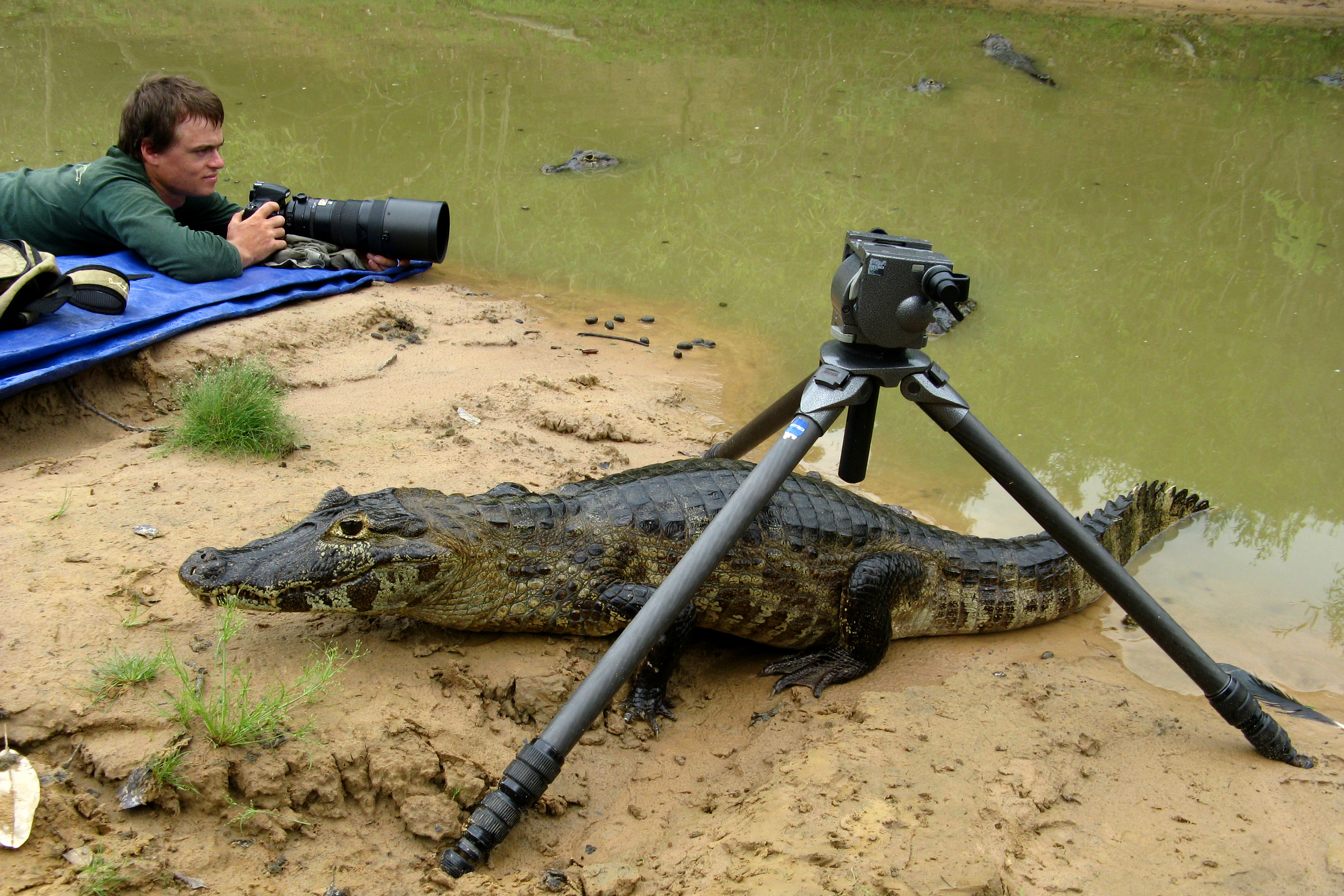
Kajmánfotózás Brazíliában, 2009

2003. október 1-jétől, 18 évesen magántanuló lett, és valóra váltotta azt az álmát, hogy természetfotózásból élhessen. Vállalkozást alapított, és a fotópályázatokon elért eredményekből, előadások tartásából, szakmai cikkek írásából, kiállítás-építésből és képeladásokból tartotta fenn magát. Évente több mint ezer órát töltött leseiben. 2004 novemberében az analóg technikáról digitálisra váltott. 2005 tavaszán kikísérletezte azt a detektívüveges fotótechnikát, amivel sokkal eredményesebben és zavarás nélkül fotózhatók a félénk állatok. Ez a technika pár év alatt világszinten általánosan elterjedt lett a lest használó fotósok körében. Akkor vonta igazán magára a nemzetközi szakma figyelmét, amikor ifjúsági eredményei után, 2005-ben Eric Hosking-díjas lett, amit a Wildlife Photographer of the Year versenyen a legjobb kollekcióért ítéltek oda. Ez már sorozatban az ötödik év, hogy a neve a nyertesek között szerepelt. Ekkor felkérték, hogy legyen a Wild Wonders of Europe 25 fotósának egyike. (A Wild Wonders of Europe a világ legjelentősebb, fotográfián alapuló, természetvédelmi és kommunikációs kezdeményezésévé nőtte ki magát. A szervezők felkérték Európa 69 legtehetségesebb és legelkötelezettebb természetfotósát, hogy vegyenek részt egy projektben, melynek célja a kontinens természeti értékeinek bemutatása és népszerűsítése. Ennek keretében 145 fotós missziót teljesítettek 48 európai országban.) Bence a fehéroroszországi Pripyat Nemzeti Park élővilág fotózását kapja. 2006-ban természetfotós turizmusra épülő vállalkozásba kezd. Tanyát épít, ami néhány év múlva a legismertebb fotós helyszín lesz az európai lesfotósok körében. Sikerének titka, az újszerű, detektívüveges lesek, amik lehetővé teszik az élővilág zavarásmentes megfigyelését és fotózását. Bence leseiben a tökéletes fotózási körülményeken túl figyelmet kap a kényelem, és a luxuspanoráma. Ezek együtt, lényegesen megváltoztatják a lesfotózás gyakorlatát. 2006-ban még az ifjúsági korcsoportba tartozott, amikor első alkalommal „Az év természetfotósa” lesz Magyarországon. Ezt a címet azóta neki ítélték oda legtöbbször (2006, 2008, 2010, 2013, 2015).

„Újszerű meglátásával, ötleteivel, meglepő technikai megoldásaival teljesen megújította a madárfényképezés gyakorlatát, és példáján okulva, egyre inkább teret nyer az a szemlélet, hogy az állatokat akcióban, illetve jellemző viselkedésük közben érdemes fotózni. Rá jellemző felvételein az etológiailag érdekes és ritka jeleneteket, különleges fényviszonyokban extrém perspektívából ábrázolja. Mindig megújuló, stílusteremtő fotós.”

 -írja róla dr. Kalotás Zsolt, a Magyar Természetfotósok Szövetségének alapító elnöke.

### Az év természetfotósa a világon, Costa Rica, Brazília, Dél-Afrika

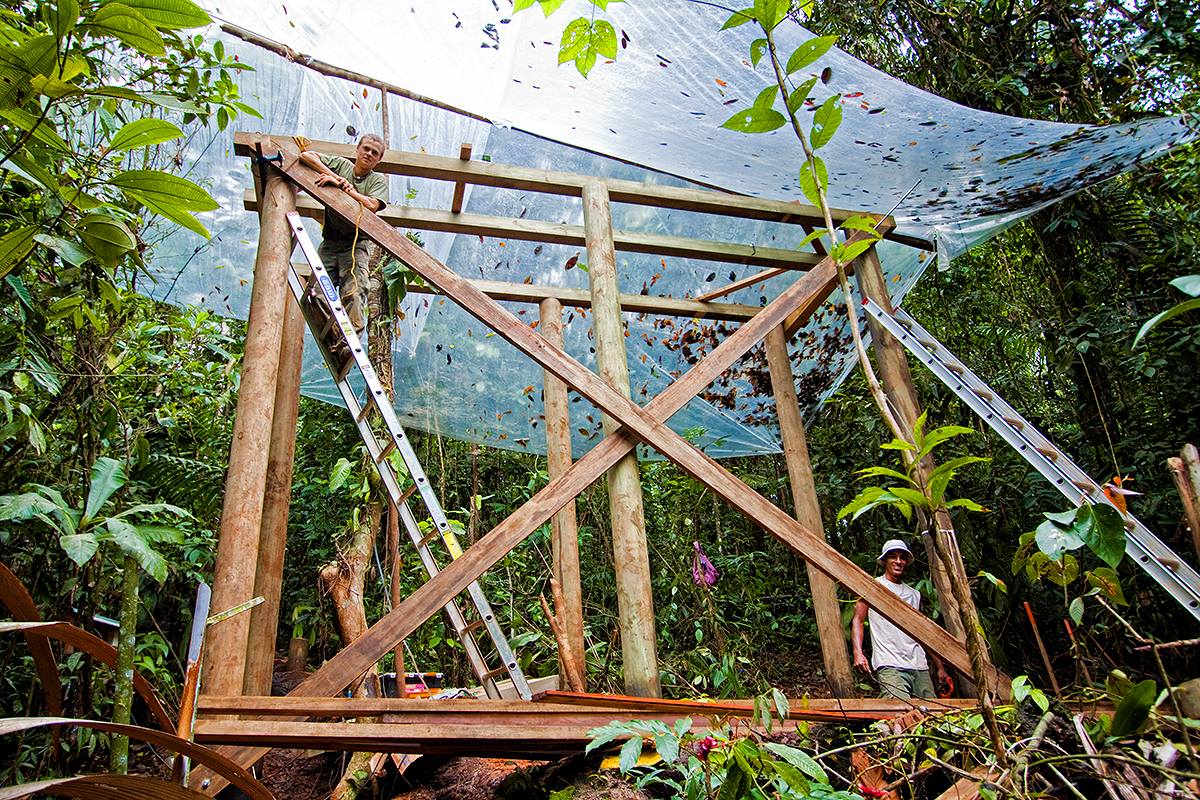
Lesépítés Costa Ricában, 2009

Az Árnyjáték című, levélvágó hangyákat ábrázoló díjnyertes fotó (Wildlife Photographer of the Year, 2010)

2008 novemberétől 2009 áprilisáig Costa Ricában él, hogy természetfotós turizmust kiszolgáló leseket építsen. 2009 szeptemberétől 2010 márciusáig Brazíliában folytatja ugyanezt a munkát. Ezeken a helyszíneken komoly tervezési, anyagismereti és építési tapasztalatokat szerez, amiket később Magyarországon és Dél-Afrikában kamatoztat.
2010-ben készíti el Árnyjáték című, levélvágó hangyákat ábrázoló képét, mellyel első magyarként Az év természetfotósává választják a világon. Az egyetlen olyan fotós, aki a világversenyen az ifjúsági és a felnőtt mezőnyben is fődíjat tudott nyerni. A településének szerzett hírnév elismeréseként 2010-ben Pusztaszer község díszpolgárává választják. Archiválva 2018. január 4-i dátummal a Wayback Machine-ben 2012-ben megépíti a „Színház”-ként ismertté vált, fémből készült víz alatti lesét, amit a világ legjobb leseként tartanak számon. Innen készíti el az ötvenedik Wildlife Photographer of the Year pályázat madár kategóriájának első díjas fotóját is. 2013-ban exkluzív madár- és nagyvadleseket tervez a dél-afrikai Zimanga Private Game Reserve-nek, ami a klasszikus szafarik helyett a legkülönlegesebb afrikai fotós lesekre épülő vállalkozást indít.

### Hitvallása a jó természetfotóról
Egy jó természetfotó technikailag tökéletes, újszerű, megismételhetetlen, és hitelesen tükrözi a mondanivalóját. Élőlények fotózásánál azok a fotós által okozott ingerekre saját, szabad akaratukból reagálnak. A photoshopos utómunka csak arra hivatott, hogy a fotó minél élethűbben adhassa vissza a valóságot.

### Felszerelése
| Év   | Gépváz                                                       | Objektív |
| ---- | ------------------------------------------------------------ | --- |
| 1998 | Zenit ES                                                     | Helios 44-2 2,8/50, Tair-3 4,5/300mm |
| 2000 | Chinon CG5                                                   | Pentacon 2,8/135, 5,6/500mm |
| 2001 | Nikon 8008s                                                  | Nikon MF2,8/300mm |
| 2002 | Nikon 8008s                                                  | Nikon 2,8/20, 2,8/105 Macro, MF2,8/300mm |
| 2003 | Canon EOS1n-Rs                                               | Nikon 2,8/20, 2,8/105 Macro, MF 2,8/300mm, Canon MF 5,6/800mm                                                                                                  |
| 2004 | Canon 300D, EOS1n-Rs                                         | Nikon 2,8/20, 2,8/105 Macro, MF 2,8/300mm, Canon MF 5,6/800mm                                                                                                  |
| 2006 | Nikon D200, Panasonic FZ30, FZ50                             | Nikon 2,8/20, 2,8/105 Macro, MF 2,8/300mm |
| 2008 | Nikon D300, Panasonic GH1                                    | Nikon 2,8/20, 2,8/105 Macro, 2,8/300mm, Sigma 5,6/300-800mm |
| 2009 | Nikon D300, D700, Panasonic GH2                              | Nikon 2,8/20, 2,8/105 Macro, 2,8/70-200, 2,8/300mm, Sigma 5,6/300-800mm Tokina 10-17mm fisheye                                                                 |
| 2010 | Nikon D300, D700, Panasonic FZ100                            | Nikon 2,8/20, 2,8/105 Macro, 2,8/70-200, 2,8/300mm, Sigma 5,6/300-800mm, Tokina 10-17mm fisheye                                                                |
| 2012 | Nikon D700, D800, Panasonic FZ150, FZ200                     | Nikon 2,8/20, 2,8/105 Macro, 2,8/70-200, 2,8/300, 4/200-400mm, Sigma 5,6/300-800mm,                                                                            |
| 2013 | Nikon D700, D800, D3s,                                       | Nikon 2,8/20, 2,8/105 Macro, 2,8/70-200, 2/200, 2,8/300, 4/200-400mm, Sigma 2,8/15 fisheye, 5,6/300-800mm, Tamron 2,8/14-28                                    |
| 2014 | Canon 1Dx, Nikon D800, D3s, Panasonic GH4                    | Canon 70-200, 200-400mm, Nikon 2,8/20, 2,8/105 Macro, 2,8/70-200, 2/200, 2,8/300, 4/200-400mm, Sigma 2,8/15 fisheye, 5,6/300-800mm, Tamron 2,8/14-28           |
| 2015 | Canon 1Dx, Nikon D800, D3s, Panasonic GH4, FZ300             | Canon 2,8/15 Fisheye, 2,8/16-36, 2,8/70-200, 1,2/85, 2,8/100 Macro, 2/200, 2,8/400, 4/200-400mm, Sigma 2,8/15mm fisheye, Tamron 2,8/14-28mm                    |
| 2016 | Canon 1Dx, 1Dx Mk II, 5DSR, Nikon D800, Panasonic GH4, FZ300 | Canon 2,8/15 Fisheye, 2,8/16-36, 2,8/70-200, 1,2/85, 2,8/100 Macro, 2/200, 2,8/400, 4/200-400mm, 4.5-5.6/100-400mm, Sigma 2,8/15mm fisheye, Tamron 2,8/14-28mm |

2006 óta a japán Panasonic elektronikai óriáscég egyik arca. Fotókollekciókon keresztül mutatja be, hogy mire képes egy alapgép a természetfotózás terén. A cég legújabb gépeit extrém szituációkban, a világ számos egzotikus vidékén, mint például Costa Ricában, Brazíliában, Norvégiában, Magyarországon, Srí Lankán vagy Afrikában használta már. Máté Bence jelenleg a márka első számú természetfotós tesztelője.

## Jelentősebb díjai

### Fotós díjak
- Az év ifjú természetfotósa világcím, 2002
- Az év természetfotósa világcím, 2010
- Az év ifjú természetfotósa (Magyarország):
  - 2000
  - 2001
  - 2002
  - 2003
  - 2004
- Az év természetfotósa (Magyarország):
  - 2006
  - 2008
  - 2010
  - 2013
  - 2015
  - 2017
- Az év természetfotósa világpályázat Eric Hosking-díj a legjobb kollekcióért, 2005, 2007, 2010, 2011
- Az év természetfotósa világpályázat, Madár kategória 1. díj, 2014
- Az év madárfotósa a világon (Anglia), 2005
- GDT – Az év európai természetfotósa (Németország), 2015, Emlős kategória, 1. díj
- Nordic Nature nemzetközi természetfotó pályázat (Norvégia), 2016, Kategória 1. díj
- Nature’s Best, nemzetközi természetfotó pályázat (USA), 2010, 2012 Archiválva 2016. január 21-i dátummal a Wayback Machine-ben, 2014 Archiválva 2016. január 21-i dátummal a Wayback Machine-ben, Kategória 1. díj
- Environmental Photographer of the Year (Anglia), 2010, Kategória 1. díj
- Memorial Maria Luisa nemzetközi természetfotó pályázat (Spanyolország), 2010, Overall winner
- MontPhoto nemzetközi természetfotó pályázat (Spanyolország), 2014, 2015, Overall winner
- Aves Namur, nemzetközi madárfotó pályázat (Belgium), 2014, Overall winner
- Transnatura nemzetközi természetfotó pályázat (Románia), 2015, Overall winner
- National Wildlife nemzetközi természetfotó pályázat (USA), 2014, Overall winner Archiválva 2016. december 29-i dátummal a Wayback Machine-ben
- Euronatur nemzetközi természetfotó pályázat (Németország), 2014, Overall winner Archiválva 2015. május 18-i dátummal a Wayback Machine-ben
- Trierenberg Super Circuit international (Svájc) Best of Show 2011, 2014, 2017
- Worldpress Photographer of The Year 2017 Nature III. Prize Archiválva 2017. március 2-i dátummal a Wayback Machine-ben
- Worldpress Photographer of The Year 2019 Nature I. Prize

#### Wildlife Photographer of the Year ranglista
A világ legrangosabb természetfotós versenye
|     | Név                             | Ország        | Fotók |
| --- | ------------------------------- | ------------- | ----- |
| 1.  | Máté Bence                      | Magyarország  | 39    |
| 2.  | Konrad Wothe                    | Németország   | 30    |
| 3.  | Vincent Munier                  | Franciaország | 26    |
| 4.  | Brent Stirton                   | Dél-Afrika    | 24    |
| 5.  | Tim Laman                       | USA           | 22    |
| 6.  | Karl Amman                      | Svájc         | 21    |
| 7.  | Neil McIntyre                   | UK            | 20    |
| 8.  | Heinrich van den Berg           | Dél-Afrika    | 18    |
| 8.  | Anup Shah                       | UK            | 18    |
| 10. | Brian Skerry                    | USA           | 15    |
| 10. | Daniel Beltrá                   | Spanyolország | 15    |
| 12. | Fritz Pölking                   | Németország   | 14    |
| 12. | Daniel J Cox                    | USA           | 14    |
| 12. | Andy Rouse                      | UK            | 14    |
| 12. | Laurie Campbell                 | UK            | 14    |
| 12. | Paul Nicklen                    | Kanada        | 14    |
| 17. | Burt Jones and Maurine Shimlock | USA           | 13    |
| 17. | Steve Winter                    | USA           | 13    |
| 17. | Martyn Colbeck                  | UK            | 13    |
| 17. | Jamie Thom                      | Dél-Afrika    | 13    |
| 17. | Charlie Hamilton James          | UK            | 13    |
| 22. | Theo Allofs                     | Németország   | 12    |
| 22. | Jan Töve                        | Svédország    | 12    |
| 22. | Asgeir Helgestad                | Norvégia      | 12    |
| 22. | Thomas P Peschak                | Dél-Afrika    | 12    |
| 22. | Thomas D Mangelsen              | USA           | 12    |
| 22. | Wendy Shattil and Bob Rozinski  | USA           | 12    |
| 22. | Jan Vermeer                     | Hollandia     | 12    |
| 22. | Martin Harvey                   | Dél-Afrika    | 12    |

|    | Név                | Ország        | Összesen | Ifjúsági | Felnőtt |
| -- | ------------------ | ------------- | -------- | -------- | ------- |
| 1. | Máté Bence         | Magyarország  | 8        | 2        | 6       |
| 2. | Fergus Gill        | UK            | 6        | 6        | 0       |
| 3. | Karl Amman         | Svájc         | 5        | 0        | 5       |
| 3. | Michael Nichols    | USA           | 5        | 0        | 5       |
| 5. | Carlos Perez Naval | Spanyolország | 4        | 4        | 0       |
| 5. | Paul Nicklen       | Kanada        | 4        | 0        | 4       |
| 5. | Vincent Munier     | Franciaország | 4        | 0        | 4       |
| 8. | Jamie Thom         | Dél-Afrika    | 3        | 0        | 3       |
| 8. | Brent Stirton      | Dél-Afrika    | 3        | 0        | 3       |
| 8. | Fabian Fischer     | Németország   | 3        | 3        | 0       |
| 8. | Hans Strand        | Svédország    | 3        | 0        | 3       |
| 8. | Anup Shah          | UK            | 3        | 0        | 3       |
| 8. | Staffan Widstrand  | Svédország    | 3        | 0        | 3       |
| 8. | Iwan Fletcher      | UK            | 3        | 3        | 0       |
| 8. | Martyn Colbeck     | UK            | 3        | 0        | 3       |
| 8. | Michel Loup        | Franciaország | 3        | 0        | 3       |
| 8. | Tim Laman          | USA           | 3        | 0        | 3       |
| 8. | Darryl Torckler    | Új-Zéland     | 3        | 0        | 3       |
| 8. | Mateusz Piesiak    | Lengyelország | 3        | 3        | 0       |
| 8. | Frans Lanting      | Hollandia     | 3        | 0        | 3       |
| 8. | Steve Winter       | USA           | 3        | 0        | 3       |
| 8. | Klaus Nigge        | Németország   | 3        | 0        | 3       |
| 8. | Doug Perrine       | USA           | 3        | 0        | 3       |

#### Egyéb díjak, elismerések
- Magyar Arany Érdemkereszt (2021)
- Budapestért díj (2019)[12]
- Pro Natura díj (2016)[13]
- Pusztaszer község díszpolgára (2010)[14]
- Junior Príma díj (2014)[15]
- Blikk – Az év embere, sajtó kategória (2013)[16]
- Az 50 legsikeresebb magyar fiatal egyike, 2008 (Magyar Hírlap)
- A 30 sikeres magyar fiatal 30 alatt egyike, 2014 (Forbes magazin)[17]
- Külföldön a 9. legismertebb ma élő magyar ember, 2014 (Bridge Budapest)
- Top 10 – Magyarok a világ élvonalában, 2015 (kultúra kategória)

## Karitatív tevékenységek

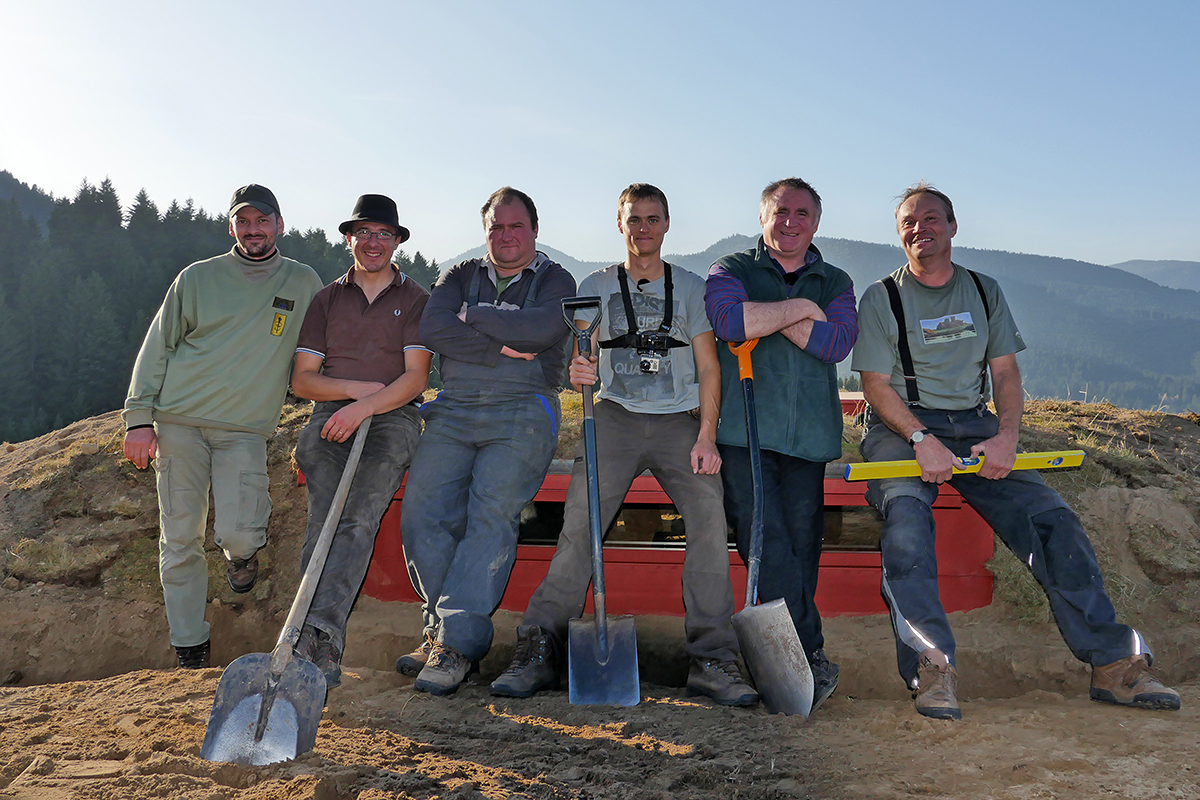
Lesépítés Böjte Csaba testvérrel Erdélyben, 2014

- Példaképének Böjte Csaba ferences szerzetest tartja, aki létrehozta az árva és nehéz sorsú gyerekek felkarolását szolgáló Szent Ferenc Alapítványt. Az alapítványnak köszönhetően eddig 6000 kilátástalan sorsú gyermek kapott egy újabb esélyt az élettől. Bence együttműködik Csaba testvérrel, és leseket épít az alapítványnak. 2013 óta részt vesz a „Tiszteletbeli keresztszülő” programban, melynek keretében napi egy euró adománnyal bárki hozzájárulhat egy-egy gyerek étkeztetéséhez. Máté Bence keresztfia Balog Szilárd.
- A „Láthatatlan madárfotós” sorozat népszerűsége a gyerekek körében arra ösztönözte, hogy természetfotós játszóteret tervezzen. A játszótér alkalmas a gyerekek természetfotózásba való bevezetésére. A detektívüveggel, elektromos fűtéssel és madáretetővel felszerelt leshez mászóka és csúszda is tartozik, melynek célja, hogy kültéri programokra ösztönözze a gyerekeket.
- A magyarországi nemzeti parkok 2004 óta korlátlanul és térítésmentesen használhatják Bence összes fotóját, természetvédelmi célokra. 2013-ban a nemzeti parkok nagykövetévé választották.

## Könyvei

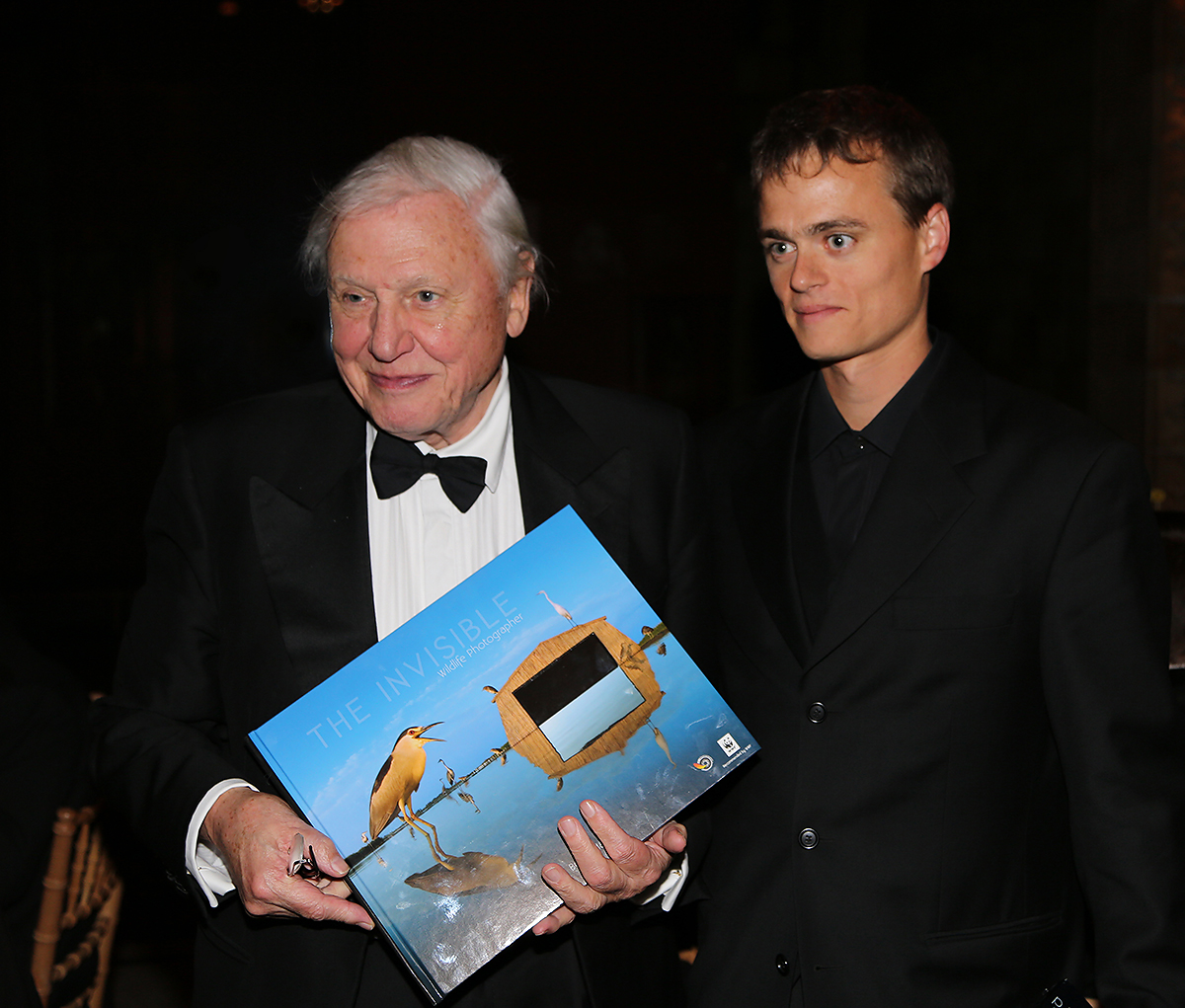
Sir David Attenborough-val Londonban, 2014

- Láthatatlanul (The Invisible Wildlife Photographer) – A detektívtükrös természetfotózás kulisszatitkai, ISBN 978-963-06-9845-0[18] A könyv a szerző kiadásában magyar és angol nyelven, magánkiadásban jelent meg. Első kiadása limitált, 500-as példányszámú, dedikált, kézzel kötött, exkluzív kiadvány volt, címlapja tartalmazott egy igazi üveget, amilyet a fotós is használ. Nem kapható, a gyűjtők körében 150 euró körül mozog az ára. A második kiadás az első egyszerűsített, kicsinyített mása. A fotók, a szöveg és a kiadás is a szerzőé. (www.matebence.hu)
- A madárfotózás kézikönyve (The Handbook of Bird Photography), ISBN 978-1-937538-10-1[19] Népszerű, gyakorlati madárfotós könyv, ami a lesépítéstől a vakutechnikákon át, a pályázatokon való részvételi tanácsokig sok hasznos tudnivalót tartalmaz a madárfotózni vágyók számára. Szerzőtársak: Markus Varesvuo, Jari Peltomäki Archiválva 2016. január 10-i dátummal a Wayback Machine-ben; kiadó: Rocky Nook. Megjelent: angol, német Archiválva 2016. február 15-i dátummal a Wayback Machine-ben, francia, finn nyelveken.
- A Kiállítás ISBN 978-615-00-4373-9

## Filmográfia

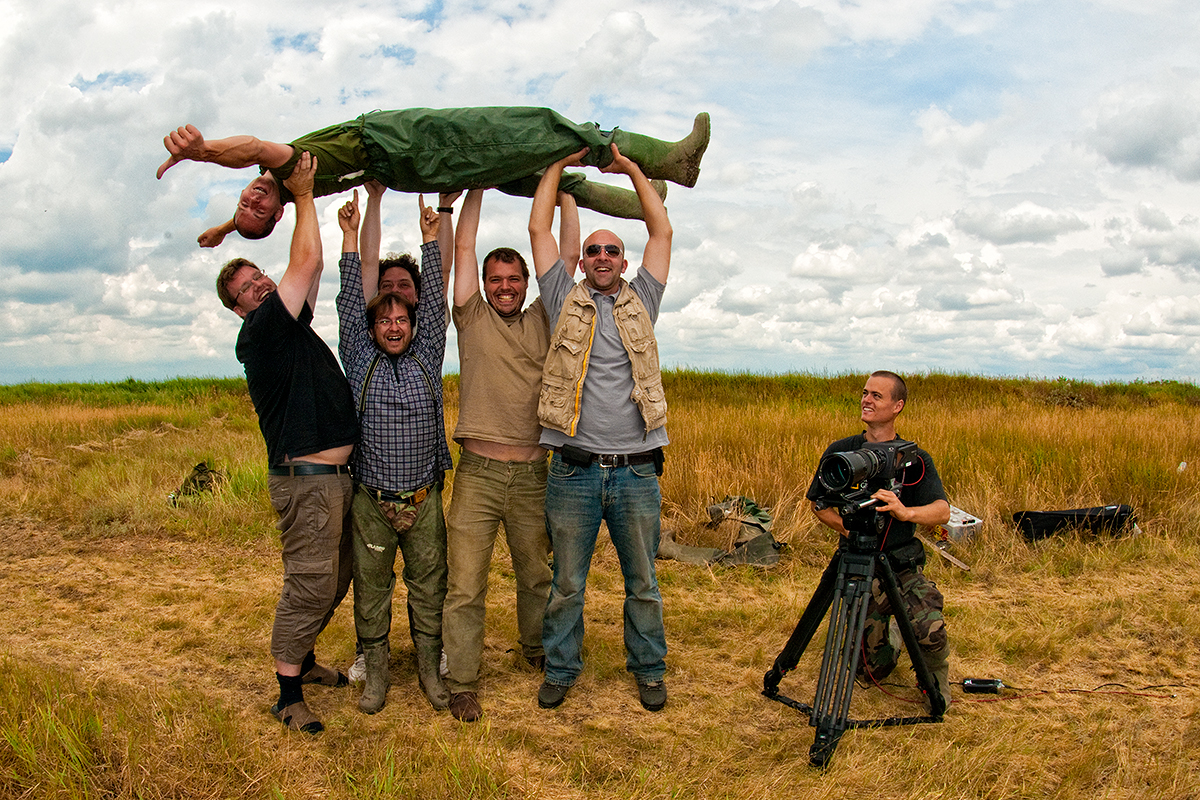
A Láthatatlan Madárfotós stábja, 2011

- A Láthatatlan Madárfotós stábja, 2011A láthatatlan madárfotós. A Chello Media tulajdonában levő Spektrum televízió megbízásából a természetfilm.hu tudományos filmműhely 3x26 perces sorozatot készített „A láthatatlan madárfotós” címmel. A premierek sugárzásakor valamennyi ismeretterjesztő csatornát maga mögé utasított a sorozat nézettsége. A sorozatban látható highspeed kamerás lassított felvételeket Bence készítette el. Rendező: Molnár Attila Dávid; operatőr: Tóth Zsolt Marcell, Máté Bence; narrátor: Rudolf Péter.

1. rész: A csodatevő víz
2. rész: A három albérlő
3. rész: A halvacsora